# كلدة (اسم)
كلدة هو اسم علم مذكر من أصل عربي، ومعناه هو الأرض الصلبة، الأرض الغليظة وأبو كلدة من كنى الضبعان.

## وصلات خارجية
- موسوعة السلطان قابوس لأسماء العرب نسخة محفوظة 5 أبريل 2019 على موقع واي باك مشين.